# Hyloxalus sordidatus
Hyloxalus sordidatus es una especie de anfibio anuro de la familia Dendrobatidae.

## Distribución geográfica
Esta especie es endémica del Perú. Habita en la provincia de Lamas en la región de San Martín y en la provincia de Bagua, en la región de Amazonas, entre los 500 y 520 m de altitud en la Cordillera Central.

## Descripción
Los machos miden hasta 30 mm y las hembras hasta 36 mm.

## Etimología
El nombre específico sordidatus proviene del latín sordidatus, que significa mal vestido, con referencia a la coloración dorsal opaca de esta especie.

## Publicación original
- Duellman, 2004 : Frogs of the genus Colostethus (Anura, Dendrobatidae) in the Andes of northern Peru. Scientific Papers of the Natural History Museum, University of Kansas, n.º 35, p. 1-49[5]